# George Wallace Tunnel
Der George Wallace Tunnel ist ein Tunnel in Mobile im Bundesstaat Alabama und unterquert den Mobile River. In den zwei Tunnelröhren verlaufen jeweils zwei Fahrstreifen der Interstate 10. 
Die Segmente des Tunnels wurden – genauso wie die des kleineren Bankhead Tunnel – zwischen 1969 und 1973 einige Straßenblöcke flussaufwärts auf dem Werftgelände der Alabama Drydock and Shipbuilding Company (ADDSCO) gebaut. 
Die einzelnen Tunnelsegmente wurden dann an den Einsatzort gebracht, an der endgültigen Stelle geflutet und unter Wasser miteinander verbunden. Später wurden sie wieder trockengelegt und der Innenausbau fertiggestellt.

## Tunnelportale

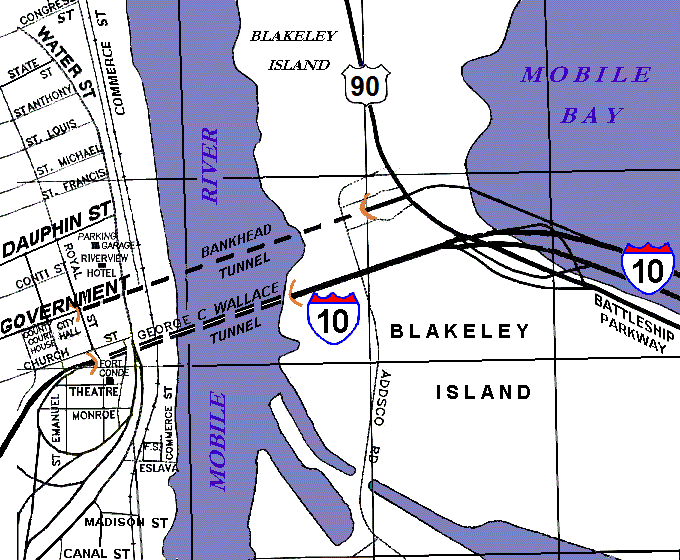
Karte der beiden Flussquerungen.

Auf der westlichen Seite tritt der George C. Wallace Tunnel genauso wie der Bankhead Tunnel unter der Royal Street im Zentrum von Mobile an die Oberfläche; im Gegensatz zu dem älteren Bauwerk, das auf gleichem Niveau in die Government Street mündet, führt der George C. Wallace Tunnel hinauf zu einer auf Pfeilern errichteten Hochstraße, auf der die Interstate 10 über die Straßen von Mobile hinweg führt. 
An seinem östlichen Ende auf Blakeley Island führt der Tunnel ebenfalls über eine Rampe nach oben, wo er mit der Brücke verbunden ist, auf welcher der I-10 über die Mobile Bay ostwärts führt.

## Fort Condé
Beim Bau des Tunnels und einiger weiterer Neubauten entdeckte man am Bauplatz die Fundamente des im 19. Jahrhundert abgebrochenen Forts Condé, die sich vom Fluss einige Blöcke weit entlang von Water Street und Commerce Street erstrecken. Nachdem die Baugruben um die Tunnelröhren wieder verfüllt wurden, errichtet man eine Nachbildung der früheren Festung.
| Flussaufwärts Bankhead Tunnel | Querungen des Mobile Rivers | Flussabwärts keine (Mobile Bay) |
| ----------------------------- | --------------------------- | ------------------------------- |